# Mampikony II
Mampikony II è una città e comune del Madagascar situata nel distretto di Mampikony, regione di Sofia. 
La popolazione del comune rilevata nel censimento 2001 era pari a 14 109 unità.